# IC 3300
IC 3300 је спирална галаксија у сазвјежђу Береникина коса која се налази на листи објеката дубоког неба у Индекс каталогу.
Деклинација објекта је + 25° 57' 24" а ректасцензија 12h 25m 4,8s. Привидна величина (магнитуда) објекта IC 3300 износи 14,6 а фотографска магнитуда 15,3. IC 3300 је још познат и под ознакама UGC 7495, MCG 4-29-70, CGCG 128-87, KUG 1222+262, IRAS 12225+2614, PGC 40459.